# Stellarium
Stellarium è un planetario virtuale realizzato mediante software, libero secondo i termini della GNU General Public License; disponibile per Linux, Windows e macOS.
Questo software usa OpenGL per fornire una rappresentazione del cielo in tempo reale. Con Stellarium è possibile vedere oggetti alla portata di grandi telescopi.
Stellarium è stato sviluppato dal francese Fabien Chéreau, che ha lanciato il progetto nell'estate del 2001. Tra gli altri sviluppatori si annoverano Robert Spearman, Johannes Gajdosik, Matthew Gates, Nigel Kerr e Johan Meuris.

## Caratteristiche
Stellarium contiene una vasta gamma di caratteristiche che lo rendono un planetario apprezzato nell'àmbito della didattica astronomica, tuttavia l'impossibilità di stampare carte celesti unita ad imprecisioni nel posizionamento dei corpi del sistema solare e la mancanza di un sistema di ricerca automatica di vari fenomeni astronomici, ne impediscono l'uso per scopi di ricerca.
La predetta vocazione eminentemente didattica ha fruttato un riconoscimento ufficiale assegnato nel 2006 alla versione 0.7.1 del programma.

### Caratteristiche del cielo
- oltre 600.000 stelle dal catalogo Hipparcos e dal catalogo Tycho-2
- cataloghi supplementari con oltre 210 milioni di stelle
- asterismi ed illustrazioni delle costellazioni
- costellazioni da dieci culture
- immagini delle nebulose (Catalogo di Messier completo)
- una realistica Via Lattea
- un'atmosfera realistica con alba e tramonto eliminabili per mostrare il cielo privo di Sole
- pianeti del sistema solare con i rispettivi satelliti maggiori

### Interfaccia
- un potente zoom
- controllo della data e dell'ora
- interfaccia multilingua
- possibilità di creare script personalizzati
- proiezione del cielo per planetari
- proiezione sferica
- adattamento dinamico dell'occhio e messa in risalto dei corpi più luminosi
- simulazione di inquinamento luminoso
- interfaccia grafica e controllo esteso dalla tastiera
- controllo del telescopio
- numerosi plug-in che permettono, ad esempio, di visualizzare una porzione di cielo come vista da un oculare di un telescopio, o aggiungere asteroidi

### Visualizzazioni
- griglie equatoriali e altazimutali
- scintillio stellare
- stelle cadenti
- simulazioni di eclissi (conoscendone la data rilevabile da altra fonte)
- sfondi personalizzabili
- proiezione sferica panoramica

### Personalizzazione
- possibilità di aggiungere cataloghi extra fino a 210 milioni di stelle.
- possibilità di aggiungere le proprie immagini, oggetti del cielo profondo, panorami, costellazioni.
- la proprietà di aggiungere e simulare Script, comandi utili, quindi, per delle lezioni.
- disponibile in oltre 40 lingue dalla versione 0.8.0
- possibilità di aggiungere nuove culture di visualizzazione del cielo.
- possibilità di vedere il cielo da 36 corpi celesti tra pianeti e loro satelliti maggiori, asteroidi, pianeti nani e anche dal Sole.